# Ozero Zholdybay
Ozero Zholdybay är en saltsjö i Kazakstan.   Den ligger i oblystet Nordkazakstan, i den norra delen av landet, 300 km nordväst om huvudstaden Astana. Arean är 22,3 kvadratkilometer.